# Obsjtina Anton
obsjtina Anton (bulgariska: Община Антон) är en kommun i Bulgarien.   Den ligger i regionen Sofijska oblast, i den centrala delen av landet, 80 km öster om huvudstaden Sofia. Antalet invånare är 1 564. Arean är 76 kvadratkilometer.
Terrängen i obsjtina Anton är varierad.
Följande samhällen finns i obsjtina Anton:
- Anton

Omgivningarna runt obsjtina Anton är en mosaik av jordbruksmark och naturlig växtlighet. Runt obsjtina Anton är det ganska glesbefolkat, med 26 invånare per kvadratkilometer.